# Gustaph
Gustaph (stiliserat som GVSTΛPH), artistnamn för Stef Caers, född 5 juli 1980 i Leuven, är en belgisk singer-songwriter, musikproducent och röstcoach.
Caers har studerat vid Koninklijk Conservatorium Gent. Under artistnamnet Steffen fick han år 2000 en hit med sin debutsingel "Gonna Lose You". Följande år släppte han ytterligare en singel, "Sweetest Thing". Han kom sedan att rikta in sig främst på låtskrivande och musikproduktion. Han skrev jinglar för de belgiska radiostationern och arbetade som bakgrundssångare. 2008 började Caers uppträda under namnet Gustaph. Mellan 2012 och 2018 var han en del av dans- och musikprojektet Hercules & Love Affair.
Vid sidan av karriären som sångare och låtskrivare är han även verksam som röstcoach och lärare vid Koninklijke Academie voor Schone Kunsten van Gent, KASK.
Han representerade Belgien i Eurovision Song Contest 2023 i Liverpool med låten "Because of You".